# 岐山仁瑞寺
26°51′53.4″N 112°08′30.2″E / 26.864833°N 112.141722°E
岐山仁瑞寺，俗称岐山庵子，位于湖南省衡阳市岐山上，是湖南省级文物保护单位。

## 历史
仁瑞寺建于清朝顺治五年（1648年），同治五年（1884年）重建。
光绪十年（1884年）仁瑞寺被焚，三年后的1887年，主持和尚田静照旧复建仁寺。
2006年6月，湖南省政府公布第八批省级文物保护单位，岐山仁瑞寺位列其中。

## 景观
岐山仁瑞寺的“万寿仁瑞寺”匾额为光绪皇帝御赐，还有慈禧太后钦赐的半幅鸾驾。
仁瑞寺内还完好保存着“千人锅”和“五百人锅”各一口。寺外白汉玉塔林30余座。
仁瑞寺侧门有一棵千年古槐，被认作是岐山的“镇山之宝”，经专家鉴定，古槐距今已有1200余年历史。